# Веласко, Мойсес
Мойсес Веласко (исп. Moisés Adrián Velasco Herrera; род. 19 октября 1989, Тихуана, Нижняя Калифорния) — мексиканский футболист, атакующий полузащитник.

## Клубная карьера
Веласко является воспитанником футбольной академии «Толуки». Осенью 2006 года он был включён в заявку команды на сезон. 14 октября в матче против «Атланте» Мойсес дебютировал в мексиканской Примере. В том же сезоне он завоевал вместе с командой серебряные медали чемпионата, хотя появился на поле только один раз. В 2007 году Веласко принял участие в своём первом международном турнире — Кубке Либертадорес. Он дебютировал в поединке против перуанской команды «Сьенсиано», в этом же матче он забил свой первый гол. В составе «Толуки» Мойзес выиграл два чемпионских титула. В 2010 году «Депортиво Ла-Корунья» активно интересовалась полузащитником, но переход не состоялся.
Летом 2011 года Веласко перешёл в «Сан-Луис» на правах аренды. 24 июля в матче против «УНАМ Пумас» полузащитник дебютировал за новую команду. 20 января 2013 года в поединке против «Монаркас Морелия» Мойсес забил свой первый гол за клуб. В «Сан-Луисе» он провёл два сезона после чего вернулся в «Толуку», но сразу же отправился в аренду в «Хагуарес Чьяпас». 4 августа в матче против «Пуэблы» Веласко дебютировал за «ягуаров». Он вышел на поле ещё три раза, после чего не мог выиграть конкуренцию за место в основе.
В начале 2014 года Мойсес на правах аренды отправился в «Керетаро». 4 января в матче против «Монаркас Морелия» он дебютировал за новую команду. В марте Веласко перестал попадать в состав и осел на скамейке запасных. Летом 2014 года он в четвёртый раз отправился в аренду в столичную «Америку». 3 августа в матче против «Пуэблы» Веласко дебютировал за новый клуб.

## Международная карьера
Веласко дебютировал за молодёжную сборную Мексики на Панамериканских играх 2007 года. Он принял участие во всех матчах турнира и забил гол в матче против молодёжной сборной Венесуэлы.

## Достижения
«Толука»
- Чемпионат Мексики по футболу — Апертура 2008
- Чемпионат Мексики по футболу — Бисентенарио 2010

«Америка» (Мехико)
- Чемпионат Мексики по футболу — Апертура 2014
- Обладатель Кубка чемпионов КОНКАКАФ — 2014/2015